# Jean (Nevada)
Jean è una piccola città commerciale della contea di Clark, Nevada, situata a circa 12 miglia (19 km) a nord del confine tra il Nevada e la California, lungo la Interstate 15. Las Vegas si trova a circa 48 km a nord. Non ci sono residenti a Jean, ma molte persone nelle comunità vicine come Primm e Sandy Valley hanno elencato Jean nel loro indirizzo postale perché è la posizione dell'ufficio postale principale per lo ZIP code 89019. La Las Vegas Boulevard South termina a circa 2 miglia (3,2 km) a sud di Jean, e passa contiguo a nord passando per Las Vegas, finendo vicino alla I-15-US 93 Junction.
L'area è prevalentemente commerciale ad eccezione dell'ufficio postale e del tribunale, con punti vendita come il Gold Strike Hotel and Gambling Hall, il Jean Sport Aviation Centre (utilizzato per attività come paracadutismo), il Jean Conservation Camp (una struttura di minima sicurezza, tutta femminile, del Nevada Department of Corrections, istituita nel 1987) e una sottostazione del Nevada Highway Patrol (NHP). Il Nevada Landing Hotel and Casino si trovava anche qui ma è stato demolito nell'aprile del 2008 e il cartello è stato rimosso nel 2011. L'ufficio postale di Jean si trova sulla Las Vegas Boulevard a Jean. Anche il tribunale della Goodsprings Township si trova a Jean.